# Neon muticus
Neon muticus là một loài nhện trong họ Salticidae.
Loài này thuộc chi Neon. Neon muticus được Eugène Simon miêu tả năm 1871.